# Centauro (costellazione)
Il Centauro (in latino Centaurus, abbreviato in Cen, in greco Κένταυρος) è una delle 88 costellazioni moderne; faceva già parte dell'elenco di 48 costellazioni redatto da Tolomeo. Si tratta di una delle costellazioni più brillanti ed estese del cielo ed è visibile per intero dall'emisfero sud o alle basse latitudini settentrionali.
In tempi storici questa costellazione era interamente osservabile anche dalle latitudini temperate medie, al punto che era perfettamente nota sia ai Greci che ai Romani; a causa della precessione degli equinozi, questa parte di cielo ha assunto declinazioni sempre più meridionali, tanto che oggi dalle regioni in cui era una volta visibile può essere osservata soltanto parzialmente.
Il Centauro contiene alcuni oggetti da primato: il sistema stellare più vicino al Sole (α Centauri, che per altro appare anche come la terza stella più luminosa del cielo), l'ammasso globulare più luminoso della volta celeste (ω Centauri) e la galassia attiva più vicina alla nostra (Centaurus A).

## Caratteristiche

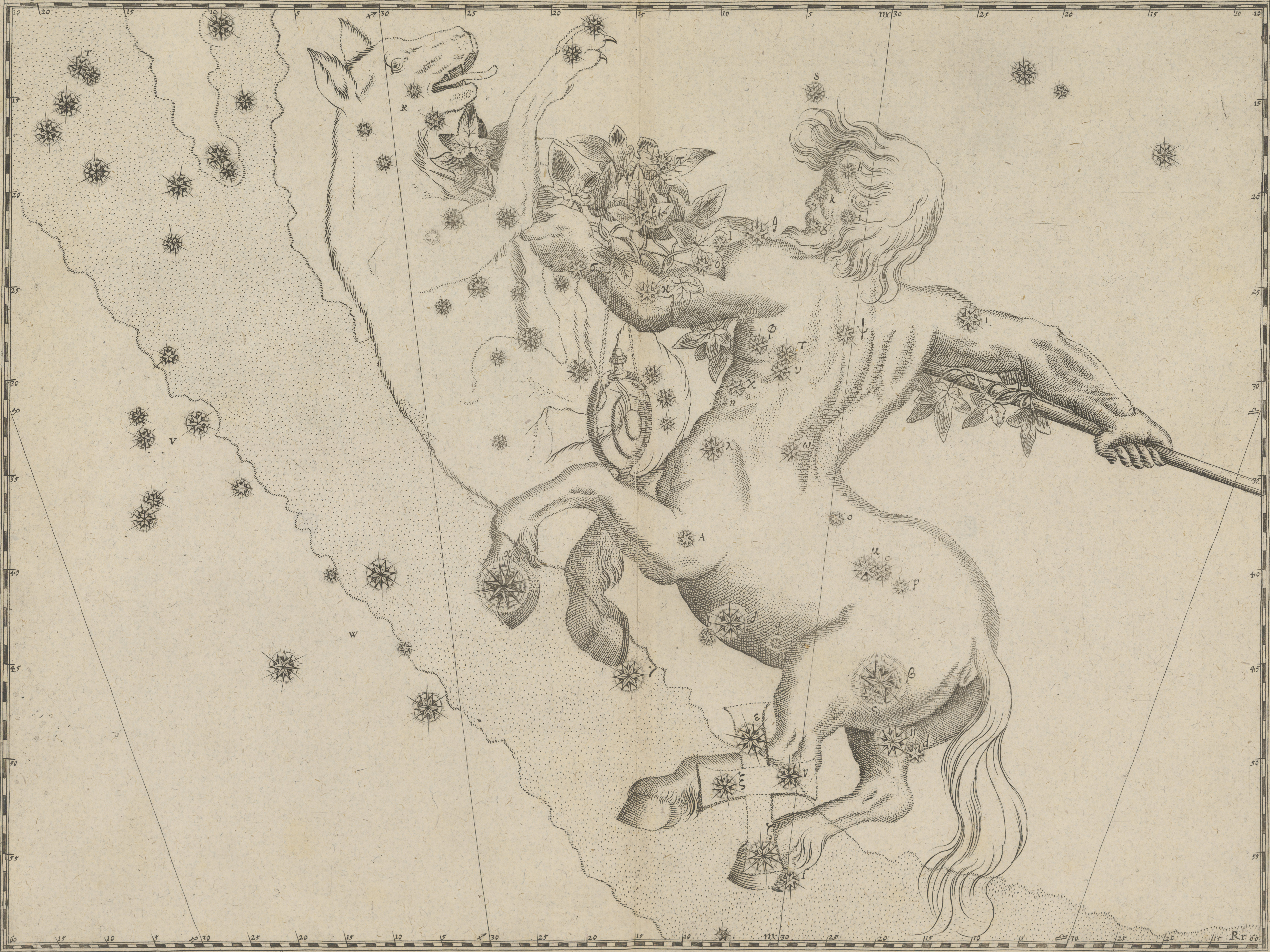
La costellazione del Centauro nellUranometria di Johann Bayer.

Il Centauro è un'importante costellazione australe, di notevole estensione e particolarmente luminosa e ricca, grazie alla presenza di alcune fra le stelle più luminose dell'Associazione Scorpius-Centaurus, l'associazione OB più vicina al Sole; si tratta di un'associazione stellare composta da stelle blu luminose con un'origine comune e che si muovono assieme nello spazio. La parte settentrionale della costellazione contiene il gruppo di stelle più vecchio dell'associazione, che è formato da tutte le stelle azzurre visibili con facilità a occhio nudo al confine con il Lupo; la parte sudoccidentale ospita invece uno dei gruppi più giovani.
Il numero delle stelle del Centauro visibili a occhio nudo in condizioni di cielo buio è davvero molto elevato, arrivando a quasi duecento. La nomenclatura delle sue stelle principali col sistema delle lettere di Bayer è una delle più complete fra tutte le costellazioni: le lettere greche si esauriscono infatti con le stelle fino alla magnitudine 4, procedendo quindi con le lettere latine minuscole e infine con quelle maiuscole; da notare per altro che alcune lettere sono anche ripetute, come nel caso della triade C1-C2-C3 Centauri.
La costellazione si estende in declinazione per 35°, anche se è nella parte meridionale che si concentrano le stelle e i suoi oggetti più luminosi, grazie alla presenza di un tratto della Via Lattea piuttosto ricco; se è vero che la zona settentrionale risulta visibile anche dalle latitudini temperate boreali, le stelle che costituiscono le zampe del Centauro possono essere osservate solo in prossimità del Tropico del Cancro, con una visibilità che migliora procedendo verso sud.
Il Centauro contiene anche la stella più vicina al Sole, α Centauri, distante 4,3 anni luce, nota anche come Rigil Kentaurus, dall'arabo «piede del centauro»; a occhio nudo appare come la terza stella del cielo per grandezza, ma con un piccolo telescopio si nota che è una stella doppia, formata da due stelle gialle come il Sole. Una terza stella, molto meno brillante, viene chiamata Proxima Centauri ("La più vicina del Centauro") perché leggermente più vicina a noi delle altre due. La stella β Centauri si chiama Hadar, che in arabo vuol dire «una di due stelle che stanno in coppia»; α e β Centauri segnano le zampe anteriori del Centauro e fanno da indicatori della piccola ma luminosa Croce del Sud, che si trova sotto i suoi quarti posteriori. Il Centauro contiene anche l'ammasso globulare di stelle più grande e più brillante visibile dalla Terra, Omega Centauri.

### Stelle principali
- Rigil Kentaurus (α Centauri), distante 4,3 anni luce dal sistema solare, è nota anche come Toliman. È una stella doppia alla quale Proxima Centauri sembra essere legata gravitazionalmente, e segue immediatamente quest'ultima nella lista delle stelle più vicine alla Terra. La magnitudine apparente integrata delle due componenti è -0,27, che ne fa la terza stella più brillante del cielo ad occhio nudo.
- Hadar (β Centauri), distante 525 anni luce e di magnitudine 0,61, è nota anche come Agena; si tratta di una gigante azzurra, a sua volta binaria spettroscopica, attorno alla quale orbita una seconda stella a distanza ravvicinata, tanto che fu possibile separarla mediante i telescopi riflettori soltanto nel 1930.
- θ Centauri, nota anche come Menkent, è una stella arancione di magnitudine apparente 2,06; è una delle stelle più settentrionali della costellazione.
- γ Centauri (Muhlifain), distante 110 anni luce e di magnitudine apparente 2,20, è una doppia stretta di stelle bianco-azzurre, in orbita reciproca con un periodo di 85 anni.
- ε Centauri (Birdun), è una stella azzurra variabile pulsante di magnitudine 2,29, distante 376 anni luce.
- η Centauri (Marfikent), una stella azzurra variabile Gamma Cassiopeiae, di magnitudine media 2,33; dista 308 anni luce.
- ζ Centauri (Alnair Al Kentauri), è una stella azzurra di magnitudine 2,55, distante 384 anni luce.
- δ Centauri (Ma Wei), un'altra stella azzurra variabile Gamma Cassiopeiae, di magnitudine 2,58 e distante 395 anni luce.

Molte di queste stelle appartengono all'Associazione Scorpius-Centaurus e sono quasi tutte stelle azzurre di sequenza principale.
Tra le altre stelle, è da notare Proxima Centauri, una nana rossa, che è la stella più vicina alla Terra dopo il Sole. Un'altra stella interessante è BPM 37093, una nana bianca nel cui nucleo collassato è contenuto un diamante di 1×1034 carati, di 4000 km di diametro.
V766 Centauri (HR 5171), distante 12.000 anni luce circa dal sistema solare, è la stella ipergigante gialla più grande conosciuta: il suo diametro è 1000-1500 volte quello del Sole ed è circa un milione di volte più brillante. Attorno ad essa orbita un'altra stella, più piccola ma più calda.

### Stelle doppie
Grazie alle sue estese dimensioni e ai suoi ricchi campi stellari, nel Centauro abbondano le stelle doppie di facile osservazione.
Molte delle stelle della costellazione sono disposte in coppie risolvibili anche senza strumenti, o al più con un piccolo binocolo; una di queste è la γ Centauri, che conta tre stelle ben visibili ad occhio nudo molto vicine fra loro, la più brillante delle quali è la vera γ Centauri.
Un altro gruppo facilmente risolvibile è quello di δ Centauri, una stella di colore blu che con un piccolo binocolo si risolve in tre stelle fra la seconda e la sesta magnitudine, che contribuiscono a rendere la stella δ Centauri apparentemente molto luminosa.
Altre coppie visibili ad occhio nudo sono quelle formate dalle stelle μ Centauri e ν Centauri, entrambe di terza magnitudine, c1 e c2 Centauri, sul bordo nordorientale ed entrambe di quarta magnitudine, e il trio composto da C1, C2 e C3 Centauri, tutte di quinta grandezza e poste a ovest, verso il confine con le Vele.
- La più nota e osservata doppia fisica della costellazione è α Centauri, che ad occhio nudo appare come la terza stella più luminosa della volta celeste; in realtà è composta da due stelle molto luminose: la primaria, di magnitudine -0,01, è la quarta stella singola più luminosa del cielo dopo Sirio, Canopo e Arturo, e ha una massa di poco superiore a quella del Sole; la secondaria, di magnitudine 1,35, è la ventunesima stella singola più luminosa del cielo e ha una massa inferiore a quella del Sole, con un colore tendente all'arancione. Le due componenti sono risolvibili con un telescopio amatoriale di media potenza.
- Anche Hadar, con cui α Centauri fa coppia ad occhio nudo, è una stella doppia, ma le sue componenti sono estremamente strette, al punto che occorre un potente strumento per poterle risolvere.
- Una delle coppie più ampie della costellazione è la HD 116087, nota anche come J Centauri; è visibile ad occhio nudo come una stella singola di quarta magnitudine, mentre un semplice binocolo è sufficiente a risolverla in due componenti di quarta e sesta grandezza.
- χ Centauri è una coppia prospettica, in cui la primaria è una stella azzurra di magnitudine 4,3, accompagnata da una stellina di ottava grandezza a oltre 40" di separazione, rendendola così risolvibile anche con un binocolo.
- HD 120642 è una stella azzurra visibile senza l'ausilio di strumenti in una notte senza inquinamento luminoso; possiede una compagna di settima magnitudine a circa 18" ed è risolvibile con un telescopio di media potenza.

| Principali stelle doppie     |                                          |                                          |             |             |                                 |           |
| Nome                         | Coordinate equatoriali all'epoca J2000.0 | Coordinate equatoriali all'epoca J2000.0 | Magnitudine | Magnitudine | Separazione (in secondi d'arco) | Colore    |
| Nome                         | AR                                       | Dec                                      | A           | B           | Separazione (in secondi d'arco) | Colore    |
| HD 98096                     | 11h 16m 28s                              | -45° 52′ 48″                             | 6,92        | 7,24        | 2,4                             | g + g     |
| HD 99803                     | 11h 28m 35s                              | -42° 40′ 27″                             | 5,14        | 7,80        | 13,2                            | b + b     |
| D Centauri                   | 12h 14m 03s                              | -45° 43′ 26″                             | 5,77        | 6,90        | 2,8                             | ar + ar   |
| HD 107998                    | 12h 24m 45s                              | -41° 23′ 03″                             | 6,24        | 8,90        | 10,0                            | ar + g    |
| γ Centauri                   | 12h 41m 31s                              | -48° 57′ 36″                             | 2,86        | 3,00        | 1,5                             | b + b     |
| HD 112935                    | 13h 00m 32s                              | -33° 30′ 19″                             | 6,20        | 8,70        | 6,4                             | g + g     |
| J Centauri                   | 13h 22m 38s                              | -60° 59′ 18″                             | 4,51        | 6,20        | 60,3                            | azz + azz |
| Q Centauri                   | 13h 41m 45s                              | -54° 33′ 34″                             | 5,21        | 6,52        | 5,4                             | azz + b   |
| HD 120642                    | 13h 52m 05s                              | -52° 48′ 41″                             | 5,26        | 7,49        | 18,1                            | azz + b   |
| 3 Centauri                   | 13h 51m 50s                              | -32° 59′ 39″                             | 4,51        | 5,97        | 7,9                             | azz + azz |
| 4 Centauri                   | 13h 53m 13s                              | -31° 55′ 39″                             | 4,75        | 8,53        | 14,9                            | azz + g   |
| HD 122510                    | 14h 03m 02s                              | -31° 41′ 03″                             | 6,50        | 7,74        | 2,1                             | g + g     |
| Hadar (β Cen)                | 14h 03m 50s                              | -60° 22′ 23″                             | 0,61        | 3,95        | 1,3                             | azz + azz |
| χ Centauri                   | 14h 06m 03s                              | -41° 10′ 47″                             | 4,36        | 8,49        | 41                              | azz + b   |
| HD 125628                    | 14h 22m 37s                              | -58° 27′ 33″                             | 5,01        | 6,96        | 9,2                             | ar + g    |
| α Centauri (Rigil Kentaurus) | 14h 39m 40s                              | -60° 50′ 15″                             | -0,01       | 1,35        | 19                              | g + ar    |

### Stelle variabili
Il Centauro contiene diverse decine di stelle variabili con una magnitudine massima più brillante della 8,0, mentre tutte quelle note nella costellazione sono oltre un migliaio.
Le più appariscenti sono tutte variabili irregolari e sono ben visibili anche ad occhio nudo senza difficoltà; una delle più luminose è la μ Centauri, che mostra delle oscillazioni attorno alla mezza magnitudine, dunque percepibili con facilità nel corso del tempo prendendo come riferimento la luminosità delle stelle vicine. Altre stelle molto brillanti appartenenti alla categoria delle stelle Be sono la δ Centauri e la η Centauri, le quali mostrano però un'escursione di luminosità molto contenuta. Meno brillante ma più facile da osservare è la V767 Centauri, che presenta delle escursioni fra la quinta e la sesta magnitudine.
Fra le semiregolari, la più facile per escursione di luminosità è la T Centauri, che in circa tre mesi oscilla fra le magnitudini 5,5 e 9,0; in fase di massima è visibile anche ad occhio nudo, mentre al minimo è al limite della visibilità con un binocolo di media potenza come un 10x50. Anche la V744 Centauri mostra delle variazioni notevoli, ma contenute fra la quinta e la sesta grandezza.
Le Mireidi sono tutte relativamente poco luminose, anche in fase di massima; la più brillante infatti, la R Centauri, quando è al massimo è di magnitudine 5,3. Le altre Mireidi raggiungono al massimo la magnitudine 7,0.
Le variabili a eclisse sono molto numerose e alcune si possono osservare con facilità. Fra queste la più facile è la V716 Centauri, che in appena 1,5 giorni oscilla fra la quinta e la sesta grandezza; sotto un cielo nitido le sue variazioni sono percepibili anche ad occhio nudo, in quanto nella fase di eclisse principale la stella non è più visibile ad occhio nudo. La RR Centauri è facile da osservare a causa delle sue escursioni, ma la sua ridotta visibilità comporta che essa sia osservabile solo con un binocolo. Le altre variabili a eclisse mostrano in genere delle ridotte variazioni.
| Principali stelle variabili |                                          |                                          |             |             |                  |                                |
| Nome                        | Coordinate equatoriali all'epoca J2000.0 | Coordinate equatoriali all'epoca J2000.0 | Magnitudine | Magnitudine | Periodo (giorni) | Tipo                           |
| Nome                        | AR                                       | Dec                                      | Max.        | Min.        | Periodo (giorni) | Tipo                           |
| R Centauri                  | 14h 16m 34s                              | -59° 54′ 49″                             | 5,3         | 11,8        | 546,2            | Mireide                        |
| T Centauri                  | 13h 41m 46s                              | -33° 35′ 51″                             | 5,5         | 9,0         | 90,44            | Semiregolare pulsante          |
| U Centauri                  | 12h 33m 31s                              | -54° 39′ 34″                             | 7,0         | 14,0        | 220,28           | Mireide                        |
| V Centauri                  | 14h 32m 33s                              | -56° 53′ 16″                             | 6,43        | 7,21        | 5,4938           | Cefeide                        |
| W Centauri                  | 11h 55m 01s                              | -59° 15′ 14″                             | 7,6         | 13,7        | 201,57           | Mireide                        |
| X Centauri                  | 11h 49m 12s                              | -41° 45′ 27″                             | 7,0         | 13,8        | 315,1            | Mireide                        |
| RR Centauri                 | 14h 16m 57s                              | -57° 51′ 16″                             | 7,27        | 7,68        | 0,6957           | Eclisse                        |
| RS Centauri                 | 11h 20m 28s                              | -61° 52′ 37″                             | 7,71        | 14,1        | 164,37           | Mireide                        |
| RV Centauri                 | 13h 37m 36s                              | -56° 28′ 35″                             | 7,0         | 10,8        | 446,0            | Mireide                        |
| XX Centauri                 | 13h 40m 19s                              | -57° 36′ 47″                             | 7,30        | 8,31        | 10,9543          | Cefeide                        |
| XZ Centauri                 | 12h 24m 12s                              | -35° 38′ 02″                             | 7,8         | 10,7        | 290,7            | Mireide                        |
| V381 Centauri               | 13h 50m 44s                              | -57° 34′ 50″                             | 7,32        | 8,01        | 5,0788           | Pulsante (W Vir)               |
| V412 Centauri               | 13h 57m 28s                              | -57° 42′ 40″                             | 7,1         | 9,6         | -                | Irregolare                     |
| V659 Centauri               | 13h 31m 33s                              | -61° 34′ 57″                             | 6,45        | 6,71        | 5,6218           | Cefeide                        |
| V716 Centauri               | 14h 13m 40s                              | -54° 37′ 32″                             | 5,96        | 6,52        | 1,4901           | Eclisse                        |
| V744 Centauri               | 13h 40m 00s                              | -49° 57′ 00″                             | 5,14        | 6,66        | -                | Semiregolare pulsante          |
| V759 Centauri               | 14h 10m 41s                              | -47° 46′ 08″                             | 7,40        | 7,56        | 0,3940           | Eclisse                        |
| V763 Centauri               | 11h 35m 13s                              | -47° 22′ 21″                             | 5,55        | 5,80        | 60:              | Semiregolare pulsante          |
| V766 Centauri               | 13h 47m 11s                              | -62° 35′ 23″                             | 6,17        | 7,50        | -                | Irregolare (LBV)               |
| V767 Centauri               | 13h 53m 57s                              | -47° 07′ 41″                             | 5,86        | 6,26        | -                | Irregolare (Stella Be - γ Cas) |
| V768 Centauri               | 14h 48m 38s                              | -36° 38′ 05″                             | 5,93        | 6,15        | -                | Semiregolare pulsante          |
| V771 Centauri               | 11h 27m 00s                              | -61° 22′ 10″                             | 6,87        | 7,07        | -                | Semiregolare                   |
| V772 Centauri               | 11h 41m 50s                              | -63° 24′ 52″                             | 7,80        | 8,36        | -                | Irregolare                     |
| V785 Centauri               | 11h 35m 37s                              | -47° 10′ 06″                             | 7,6         | 7,9         | -                | Irregolare                     |
| V788 Centauri               | 12h 08m 54s                              | -44° 19′ 34″                             | 5,74        | 5,93        | 4,9664           | Eclisse                        |
| V790 Centauri               | 13h 22m 36s                              | -60° 58′ 20″                             | 6,15        | 6,33        | 1,2782           | Eclisse                        |
| V795 Centauri               | 14h 14m 57s                              | -57° 05′ 10″                             | 4,97        | 5,10        | -                | Irregolare (Stella Be - γ Cas) |
| V806 Centauri               | 13h 49m 27s                              | -34° 27′ 02″                             | 4,16        | 4,26        | 26,5             | Semiregolare                   |
| V810 Centauri               | 11h 43m 31s                              | -62° 29′ 22″                             | 4,95        | 5,12        | 130:             | Semiregolare pulsante          |
| V817 Centauri               | 12h 08m 55s                              | -41° 13′ 54″                             | 5,47        | 5,58        | -                | Irregolare (Stella Be - γ Cas) |
| V1002 Centauri              | 14h 19m 44s                              | -36° 51′ 30″                             | 6,48        | 6,98        | -                | Irregolare                     |
| V1400 Centauri              | 14h 07m 47.9s                            | -39° 45′ 42.7″                           | 12,3        | 1,2         | -                | Insolita                       |
| δ Centauri                  | 12h 08m 22s                              | -50° 43′ 21″                             | 2,51        | 2,65        | -                | Irregolare (Stella Be - γ Cas) |
| η Centauri                  | 14h 35m 30s                              | -42° 09′ 28″                             | 2,30        | 2,41        | -                | Irregolare (Stella Be - γ Cas) |
| μ Centauri                  | 13h 49m 37s                              | -42° 28′ 25″                             | 2,92        | 3,47        | -                | Irregolare (Stella Be - γ Cas) |
| ο1 Centauri                 | 11h 31m 46s                              | -59° 26′ 31″                             | 5,8         | 6,6         | 200:             | Semiregolare                   |
| ο2 Centauri                 | 11h 31m 49s                              | -59° 30′ 56″                             | 5,12        | 5,22        | 46,3             | α Cyg                          |

## Oggetti del profondo cielo

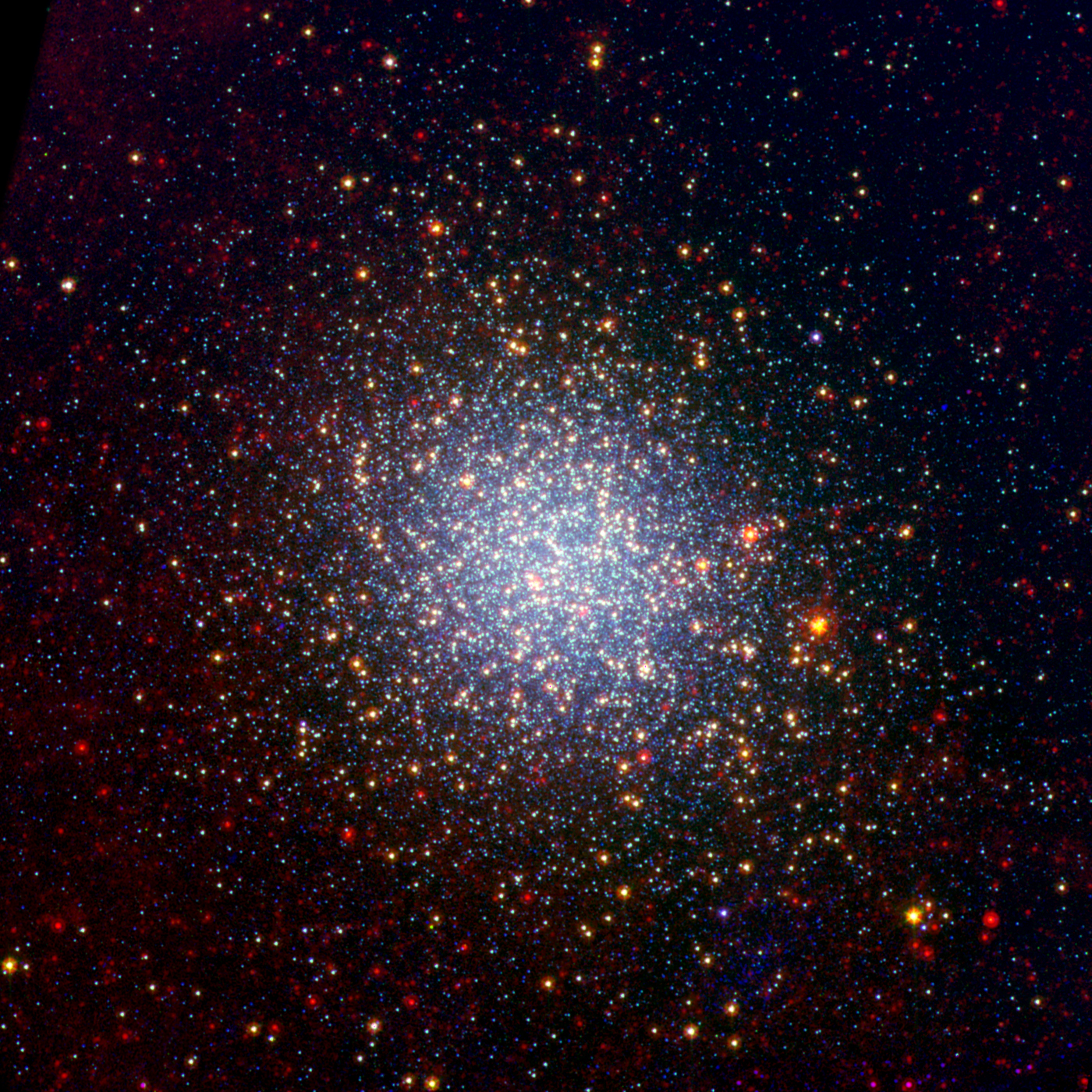
Omega Centauri, l'ammasso globulare più brillante del cielo.

La parte più meridionale del Centauro giace sulla Via Lattea australe, ed è perciò ricca di oggetti galattici come ammassi e nebulose. La parte settentrionale ne è invece lontana e vi si possono osservare numerose galassie, in particolare quelle dell'ammasso Hydra-Centaurus, posto a fianco di quello della Vergine, ma più lontano.
Tra gli ammassi aperti spicca NGC 3766, un ammasso posto ad ovest della Croce del Sud, in un campo molto ricco di stelle di fondo; dalla parte opposta alla Croce, nei pressi di Hadar, si trova il piccolo ma brillante NGC 5281 e il più esteso NGC 5316, entrambi molto compatti. Più a nord e presso il confine col Lupo si osserva NGC 5460, formato da due gruppi di stelle di ottava e nona magnitudine.
Tra gli ammassi globulari spicca indubbiamente ω Centauri, il più luminoso del cielo terrestre. Come si capisce dal suo nome, è talmente luminoso da essere stato scambiato per una stella per molto tempo. L'ammasso non appare brillante solo per la sua vicinanza, ma anche per le sue dimensioni reali: è uno dei più grandi conosciuti, con circa un milione di masse solari. Un altro ammasso globulare è NGC 5286, molto meno appariscente e oscurato da una stella vicina.
La Nebulosa Boomerang è una nebulosa planetaria conosciuta perché è il luogo con la temperatura più bassa conosciuta in natura (1 K). La Planetaria Blu (NGC 3918), presso il confine con la Croce del Sud, è una nebulosa planetaria visibile già in un piccolo telescopio come un piccolo dischetto blu tondeggiante.
Tra le nebulose diffuse spicca IC 2944, un gruppo di stelle apparentemente dominato da λ Centauri, con una grande nebulosa di fondo, conosciuta perché contiene al suo interno globuli di Bok, noti in questa nube col nome di globuli di Thackeray; in realtà la nebulosa si trova molto più distante da λ Centauri e non è quindi fisicamente legata ad essa. Dalla parte opposta rispetto alla Nebulosa Sacco di Carbone, visibile a sudest della Croce del Sud, si estende la grande nebulosa Ced 122, un oggetto poco noto e osservato ma che può essere individuato parzialmente anche attraverso un semplice binocolo.
Tra gli oggetti esterni alla Via Lattea spicca sicuramente Centaurus A (NGC 5128), una galassia peculiare. Con un piccolo telescopio appare come una normale galassia ellittica, ma ad ingrandimenti superiori e con esposizioni fotografiche a lunga posa mostra una fascia equatoriale di polveri oscure, attribuibili alla fagocitazione di una piccola galassia satellite. È una potente sorgente di onde radio. NGC 4945 è una galassia spirale vista quasi di taglio, anch'essa molto appariscente.
| Principali oggetti non stellari |                                          |                                          |                     |             |                                        |                             |
| Nome                            | Coordinate equatoriali all'epoca J2000.0 | Coordinate equatoriali all'epoca J2000.0 | Tipo                | Magnitudine | Dimensioni apparenti (in primi d'arco) | Nome proprio                |
| Nome                            | AR                                       | Dec                                      | Tipo                | Magnitudine | Dimensioni apparenti (in primi d'arco) | Nome proprio                |
| NGC 3557                        | 11h 09m 58s                              | -37° 32′ 22″                             | Galassia            | 10,6        | 4,1 x 3,0                              |                             |
| NGC 3680                        | 11h 25m 37s                              | -43° 15′ 00″                             | Ammasso aperto      | 7,6         | 12                                     |                             |
| NGC 3766                        | 11h 36m 14s                              | -61° 36′ 36″                             | Ammasso aperto      | 5,3         | 12                                     |                             |
| IC 2944                         | 11h 36m :                                | -63° 02′ :                               | Nebulosa + Ammasso  | 4,5         | 75                                     | Nebulosa di Lambda Centauri |
| NGC 3918                        | 11h 50m 18s                              | -57° 10′ 57″                             | Nebulosa planetaria | 8,1         | 0,2 x 0,2                              | Planetaria Blu              |
| NGC 3960                        | 11h 50m 33s                              | -55° 40′ 35″                             | Ammasso aperto      | 8,3         | 6                                      |                             |
| NGC 4373                        | 12h 25m 19s                              | -39° 45′ 37″                             | Galassia            | 10,9        | 3,4 x 2,5                              |                             |
| IC 3370                         | 12h 27m 36s                              | -39° 30′ 00″                             | Galassia            | 11,1        | 2,8 x 2,4                              |                             |
| IC 3896                         | 12h 56m 36s                              | -50° 19′ 00″                             | Galassia            | 11,0        | 2,5 x 1,8                              |                             |
| NGC 4852                        | 13h 00m 15s                              | -59° 36′ 58″                             | Ammasso aperto      | 8,9         | 11                                     |                             |
| NGC 4930                        | 13h 04m 05s                              | -41° 24′ 41″                             | Galassia            | 11,2        | 4,5 x 3,7                              |                             |
| NGC 4945                        | 13h 05m 27s                              | -49° 28′ 03″                             | Galassia            | 8,9         | 20,0 x 3,8                             |                             |
| NGC 4976                        | 13h 08m 37s                              | -49° 30′ 21″                             | Galassia            | 10,2        | 5,6 x 3,0                              |                             |
| NGC 5102                        | 13h 21m 58s                              | -36° 37′ 49″                             | Galassia            | 9,1         | 8,7 x 2,8                              |                             |
| Ced 122                         | 13h 24m :                                | -64° 01′ :                               | Nebulosa diffusa    | 6:          | 150 x 150                              | Nebulosa di m Centauri      |
| NGC 5128                        | 13h 25m 29s                              | -43° 01′ 00″                             | Galassia            | 6,8         | 25,7 x 20,0                            | Centaurus A                 |
| NGC 5138                        | 13h 27m 15s                              | -59° 02′ 27″                             | Ammasso aperto      | 7,6         | 7                                      |                             |
| NGC 5139                        | 13h 27m :                                | -47° 29′ :                               | Ammasso globulare   | 3,9         | 36                                     | Omega Centauri              |
| IC 4296                         | 13h 36m 36s                              | -33° 58′ 00″                             | Galassia            | 10,6        | 2,7 x 2,7                              |                             |
| NGC 5253                        | 13h 39m 56s                              | -31° 38′ 31″                             | Galassia            | 10,7        | 5,0 x 1,9                              |                             |
| NGC 5281                        | 13h 46m 35s                              | -62° 54′ 59″                             | Ammasso aperto      | 5,9         | 8,0                                    |                             |
| NGC 5286                        | 13h 46m 27s                              | -51° 22′ 24″                             | Ammasso globulare   | 7,4         | 9,1                                    |                             |
| NGC 5367                        | 13h 57m 44s                              | -39° 58′ 42″                             | Nebulosa diffusa    | -           | 13 x 8                                 |                             |
| NGC 5419                        | 14h 03m 39s                              | -33° 58′ 43″                             | Galassia            | 10,8        | 4,2 x 3,3                              |                             |
| NGC 5460                        | 14h 07m 28s                              | -48° 20′ 33″                             | Ammasso aperto      | 5,6         | 35                                     |                             |
| NGC 5606                        | 14h 27m 47s                              | -59° 37′ 56″                             | Ammasso aperto      | 7,7         | 3                                      |                             |
| NGC 5617                        | 14h 29m 44s                              | -60° 42′ 39″                             | Ammasso aperto      | 6,3         | 10                                     |                             |
| NGC 5662                        | 14h 35m 38s                              | -56° 37′ 05″                             | Ammasso aperto      | 5,5         | 30                                     |                             |

## Sistemi planetari
La stella più famosa fra quelle note nel Centauro per avere un sistema di pianeti è Proxima Centauri, la stella più vicina al sistema solare. Ospita un pianeta roccioso nella zona abitabile ed è uno dei pianeti più simili alla Terra mai scoperto (ESI 87%). Altri 2 pianeti ruotano nel sistema, ma la loro esistenza è da confermare definitivamente. HD 114729 è la stella più luminosa fra quelle note nel Centauro per avere un sistema di pianeti; si tratta di una nana gialla che possiede un gigante gassoso la cui massa è molto simile a quella di Giove, posto su un'orbita a 2,11 UA dalla sua stella madre. HD 117618 possiede un pianeta con una massa pari a un quinto quella di Giove, orbitante su un'orbita molto eccentrica ed estremamente ravvicinata.
| Sistemi planetari |                                          |                                          |             |                |                              |
| Nome del sistema  | Coordinate equatoriali all'epoca J2000.0 | Coordinate equatoriali all'epoca J2000.0 | Magnitudine | Tipo di stella | Numero di pianeti confermati |
| Nome del sistema  | AR                                       | Dec                                      | Magnitudine | Tipo di stella | Numero di pianeti confermati |
| Proxima Centauri  | 14h 29m 43s                              | −62° 40′ 46″                             | 15,45       | Nana rossa     | 2 (b, d)                     |
| HD 101930         | 11h 43m 30s                              | -58° 00′ 25″                             | 8,21        | Nana arancione | 1 (b)                        |
| HD 102117         | 11h 44m 50s                              | -58° 42′ 13″                             | 7,47        | Nana gialla    | 1 (b)                        |
| 2M1207            | 12h 07m 33s                              | -39° 32′ 54″                             | 18,9        | Nana rossa     | 1 (b)                        |
| HD 108236         | 12h 26m 18s                              | -51° 21′ 46″                             | 9,24        | Nana gialla    | 5 (b, c, d, e, f)            |
| HD 109749         | 12h 37m 16s                              | -40° 48′ 44″                             | 8,10        | Nana gialla    | 1 (b)                        |
| HD 114386         | 13h 10m 40s                              | -35° 03′ 17″                             | 8,73        | Nana arancione | 1 (b)                        |
| HD 114729         | 13h 12m 44s                              | -31° 52′ 24″                             | 6,69        | Nana gialla    | 1 (b)                        |
| HD 117207         | 13h 29m 21s                              | -35° 34′ 16″                             | 7,26        | Nana gialla    | 1 (b)                        |
| HD 117618         | 13h 32m 26s                              | -47° 16′ 17″                             | 7,18        | Nana gialla    | 1 (b)                        |
| HIP 67522         | 13h 50m 06s                              | -40° 50′ 09″                             | 9,80        | Nana gialla    | 1 (b)                        |
| HD 121504         | 13h 57m 17s                              | -56° 02′ 25″                             | 7,54        | Nana gialla    | 1 (b)                        |
| HD 131399 A       | 14h 54m 25s                              | -34° 08′ 34″                             | 7,07        | Stella bianca  | 1 (Ab)                       |
| J1407             | 14h 07m 47.9s                            | -39° 45′ 42.7″                           | 12,3        | Nana arancione | 1 (b)                        |

## Storia

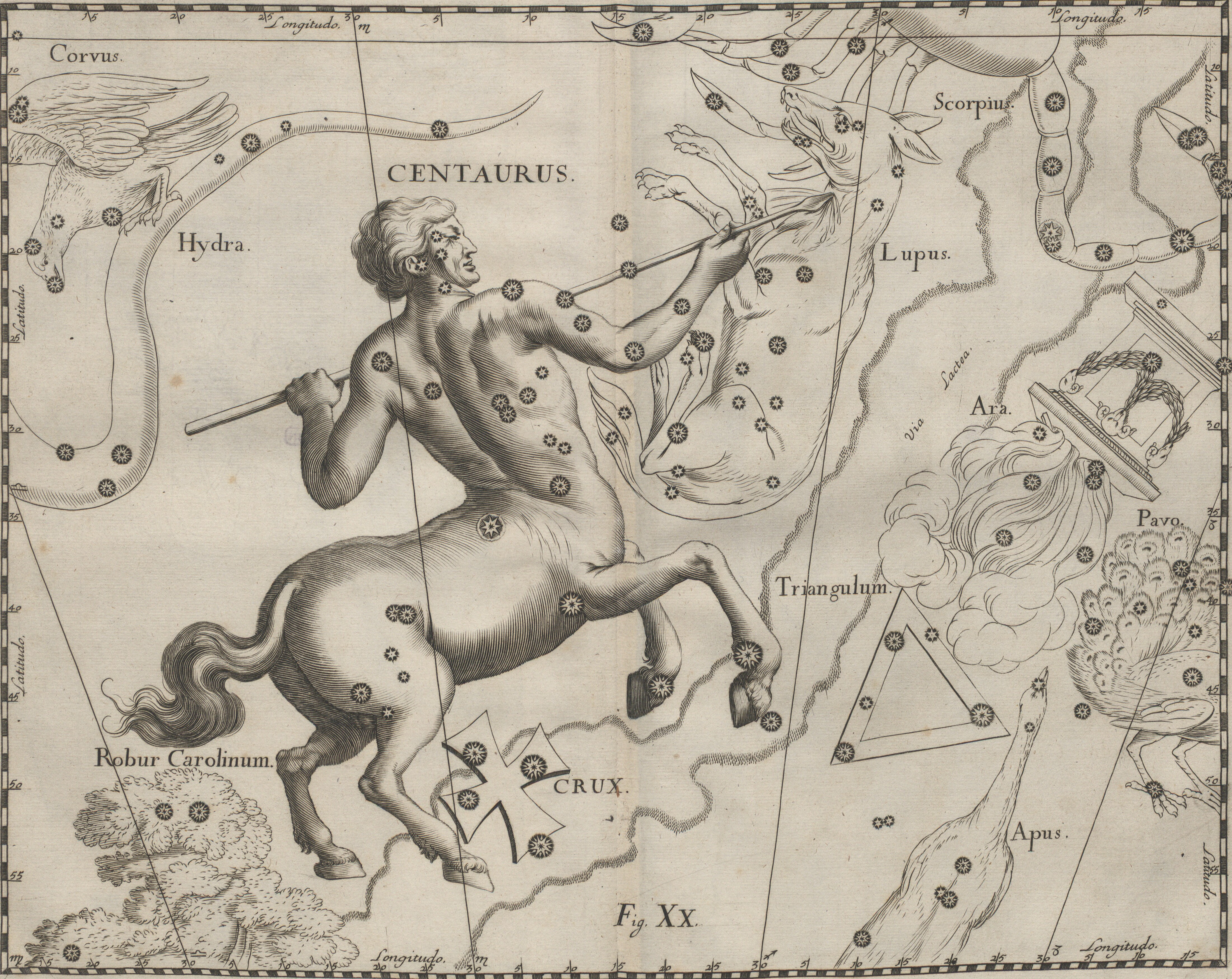
Il Centauro rappresentato da Johannes Hevelius.

La costellazione del Centauro è stata menzionata da Eudosso (IV secolo a.C.) e Arato di Soli (III secolo a.C.). Tolomeo vi catalogò trentasette stelle.
Con alcune stelle della costellazione del Centauro e del vicino Lupo, i neozelandesi hanno creato recentemente un "nuovo" asterismo, il Kiwi. Anche se la proposta va ovviamente presa per scherzo, il gruppo di stelle somiglia veramente all'uccello nazionale della Nuova Zelanda.

### Mitologia
I centauri erano bestie mitiche, metà uomini e metà cavalli. Erano esseri selvaggi e zotici, soprattutto se avevano bevuto. Ma un centauro, Chirone, spiccava tra tutti, in quanto saggio e colto, ed è lui quello rappresentato dalla costellazione del Centauro.
Chirone era nato da genitori diversi di quelli degli altri centauri, e ciò spiega la sua differenza di carattere. Suo padre era Crono, re dei Titani, che un giorno rapì e sedusse la ninfa marina Fillira. Colto sul fatto dalla moglie Rea, Crono si tramutò in cavallo e fuggì al galoppo, lasciando Fillira incinta di un figlio ibrido.
Chirone crebbe e diventò un esperto di caccia, medicina e musica; la sua grotta sul monte Pelio divenne una vera e propria accademia per giovani principi alla ricerca di una buona istruzione. Gli dèi e gli eroi dell'antica Grecia avevano tanta fiducia in lui da nominarlo padre adottivo di Giasone e di Achille; forse il suo allievo più famoso fu Asclepio, figlio di Apollo, che divenne il più grande di tutti i guaritori ed è commemorato nella costellazione di Ofiuco.
Nonostante in vita avesse fatto tanto bene, Chirone subì una morte tragica. A causargliela fu una visita fatta da Eracle al centauro Folo che lo trattenne a cena e gli offrì del vino preso dalla giara comune di tutti i centauri. Quando questi si accorsero che si stavano bevendo il loro vino, irruppero furiosi nella grotta, armati di sassi e alberi. Eracle li ricacciò indietro con una raffica di frecce. Alcuni centauri si ripararono da Chirone che non aveva partecipato all'attacco, e una delle frecce di Eracle lo colpì accidentalmente a un ginocchio. Eracle, che aveva a cuore la sorte del centauro buono, la estrasse prontamente, profondendosi in scuse, pur sapendo bene che la sorte di Chirone era ormai segnata. Neanche la medicina più potente poteva, infatti, contrastare il veleno del sangue dell'Idra in cui Eracle aveva immerso le sue frecce.
In preda agli spasmi ma incapace di morire, poiché era il figlio immortale di Crono, Chirone si ritirò nella sua grotta. Piuttosto che farlo soffrire in eterno, Zeus accettò che la sua immortalità fosse trasferita a Prometeo. Finalmente liberato, Chirone morì e fu posto fra le stelle. Un'altra versione della storia dice più semplicemente che Eracle andò a far visita a Chirone e che mentre i due esaminavano le sue frecce una di queste accidentalmente cadde sul piede del centauro. In cielo il centauro è rappresentato sul punto di sacrificare un animale (la costellazione del Lupo) sull'altare (quella dell'Altare). Eratostene dice che questo fatto è un segno della sua virtù.